# Kuai (plat)
Pour les articles homonymes, voir Kuai.

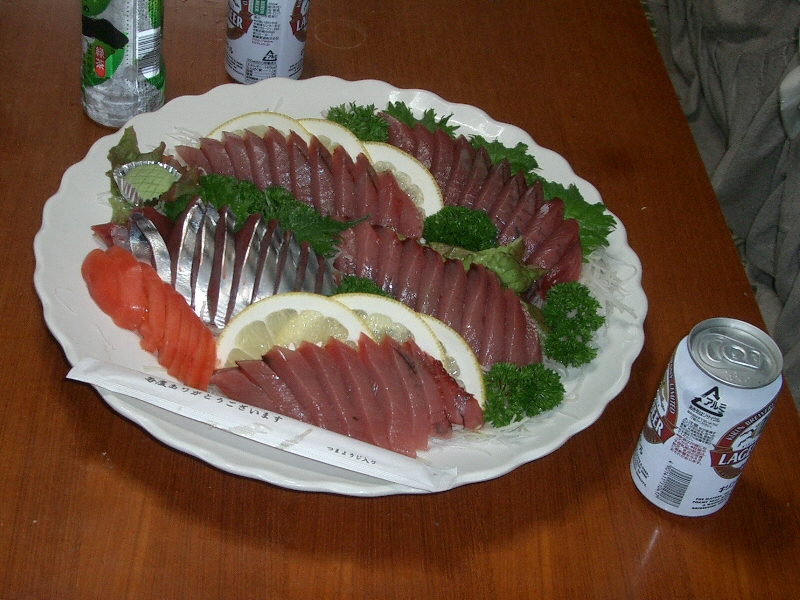
Plat à base de poisson cru.

Le kuai était un plat chinois composé de lamelles finement découpées de poisson ou de viande crue, populaire et couramment consommé dans les premières dynasties chinoises. Selon le Book of Rites compilé entre 202 av. J.-C. et 220 ap. J.-C., le kuai se compose de petites tranches fines ou de lamelles de viande crue, qui sont préparées en tranchant d'abord finement la viande puis en découpant les tranches fines en lamelles. À l'époque contemporaine, ces plats sont plus souvent appelés « tranches de poisson cru » (生魚片 ; shēngyú piàn) ou yusheng (魚生 ; yúshēng). Le type de poisson couramment utilisé dans les temps anciens comprenait la carpe (鯉) et le poisson mandarin (鳜), tandis que dans les temps modernes, le saumon (鮭) est couramment utilisé.
Les sauces étaient un élément essentiel des plats de kuai, les échalotes étant utilisées pour la préparation des sauces au printemps et les graines de moutarde pour les sauces en automne Selon de nombreux textes classiques, le kuai servi sans sauce était jugé immangeable et devait être évité,.

## Histoire
Les plats de viande et de poisson crus, connus collectivement sous le nom de kuai, ont été documentés pour la première fois en Chine sous la dynastie Zhou (1045-256 av. J.-C.), et sont mentionnés dans le Classique des vers, le Classique des rites, les Entretiens de Confucius et Mencius. Une méthode de préparation apparentée est le xuan (軒), qui consiste à trancher la viande crue en gros morceaux fins à la manière du carpaccio, mais le terme kuai a été utilisé pour désigner cette méthode. Le kuai est la préparation préférée du bœuf et de l'agneau crus ou de poissons comme la carpe, tandis que la viande de cerf et de sanglier sauvages était préparée comme du xuan. La finesse des tranches ou des lamelles était un facteur important pour juger de la qualité du plat. Pendant la dynastie Zhou et la période des États combattants, les kuai fabriqués à partir de toute la faune étaient largement consommés.
À l'époque des dynasties Qin (221-206 av. J.-C.) et Han (206 av. J.-C.-220 ap. J.-C.), le kuai préparé à partir de la viande de la faune terrestre est devenu moins populaire, le terme désignant de plus en plus le poisson cru coupé en fines tranches. Ce plat était largement consommé par toutes les classes et coïncide avec l'apparition du caractère kuài (鱠) avec son radical poisson (魚) au cours de cette période. En outre, des caractères tels que huì (燴) avec le radical feu (火) ont été introduits pour indiquer le poisson grillé jusqu'au stade saignant puis finement tranché, à l'instar du tataki japonais. En effet, le kuai et le poisson cru étaient si couramment consommés que Ying Shao a écrit dans le Fengsu Tongyi, un manuscrit qui décrit les pratiques étranges et exotiques de diverses cultures et peuples, que « dans les Zhu et E, le poisson cru n'est pas consommé », faisant allusion à la perception de l'étrangeté de ne pas manger du poisson cru. C'est également à cette époque qu'a été créé le plat renommé jinji yukuai (金齏玉膾), accompagné de la sauce baheji (八和齏).
Bien que le plat n'ait pas été largement consommé dans les dynasties chinoises ultérieures, il jouissait d'un statut très élevé dans la cuisine chinoise. Les médecins chinois de l'époque le déconseillaient parfois en raison de la possibilité très réelle de maladies graves dues à la douve et à d'autres organismes parasites, mais de nombreuses personnalités chinoises éminentes (dont Cao Zhi et Chen Deng) ont conservé une forte attirance pour ce plat. On croyait que l'application d'épices fortement aromatisées comme la moutarde ou le poivre du Sichuan pouvait rendre le plat propre à la consommation.
La consommation de kuai en Chine a fortement diminué à l'époque de la dynastie Qing. Depuis lors, la plupart des aliments chinois sont cuits, bien qu'un plat chaozhou (teochew) appelé yusheng utilise du poisson cru comme ingrédient principal.